# 소회황후
소회황후 유씨(昭懷皇后 劉氏, 1079년 ~ 1113년 2월 26일(음력 2월 9일))는 북송 철종의 두번째 황후이다.

## 생애

### 황후 시절
소회황후 유씨는 본래 철종의 시녀였다. 아름답고 총명하여 철종이 매우 총애하였는데, 총애를 믿고 당시 황후였던 소자성헌황후 맹씨를 경멸하고 도발하는 등 무례한 언행을 하였다.
1095년 5월, 미인(美人)에 진봉되고 같은 해 10월 첩여에 진봉되었다.
1096년, 철종의 황후인 소자성헌황후 맹씨를 주술과 미신행위를 하였다는 이유로 모함하였고, 맹씨가 폐위되자 황후의 자리를 대신하였다.
1097년, 양국공주를 낳아 현비(賢妃)로 책봉되었으며, 1099년 아들 조무(趙茂)를 낳자 철종은 매우 기뻐하며 유씨를 황후로 책봉하였다. 황후가 되었지만 그녀가 낳은 양국공주와 헌민태자가 잇달아 요절하자 비탄에 잠겼고, 철종 또한 크게 상심하며 슬퍼하다 병을 얻고 다음해인 1100년 붕어하였다.

### 황태후 시절
1100년, 휘종이 즉위하자, 황태후였던 흠성헌숙황후 상씨가 수렴청정을 하였는데, 황태후 상씨는 유황후를 폐위시키려 하였으나 휘종의 중재로 무마되었다. 황태후 상씨는 철종이 폐위시킨 소자성헌황후 맹씨를 복위시키고 원우황후(元祐皇后)로 칭하였으며, 유황후는 원부황후(元符皇后)로 칭하였다. 상태후는 맹황후를 복위시키면서 유황후보다 높은 지위를 부여하였다.
1101년, 흠성헌숙황후가 붕어하였고 휘종은 철종의 정후인 맹황후를 다시 폐위시켰다. 1103년, 휘종은 유황후를 '숭은궁황태후(崇恩宮皇太后)'로 존숭하였다.
한편 유태후는 조정의 일에 관여하고, 휘종이 병상에 있는 틈을 노려 수렴청정을 시도하려다 실패하는 등 군신들의 불만을 샀으며 휘종의 눈밖에 나게 되었고, 외간인과 간통하는 음행을 저지르는 등 신중하지 못한 행동을 일삼았다.
1113년, 결국 휘종은 이러한 이유들로 유태후를 폐위하려 하였고, 비복들로 하여금 유태후에게 모욕을 주게 하였다. 이를 견디지 못한 유태후는 커튼 고리의 목을 메어 자결하였다. 사후 '소회(昭懷)'의 시호를 받고 영태릉(永泰陵)에 합장되었다.

## 가족 관계

### 부모
- 부 : 유안성(劉安成)
- 모 : 미상

### 남편
- 철종(哲宗, 1077년[4] ~ 1100년) : 북송의 제7대 황제

### 자녀

#### 황자
- 헌민태자(獻愍太子) 조무(趙茂, 1099년 ~ 1099년)

#### 황녀
- 진국대장공주(秦國大長公主, 1096년 ~ 1164년)
- 양국공주(揚國公主, 1097년 ~ 1099년)